# Mezilaurus thoroflora
Mezilaurus thoroflora är en lagerväxtart som beskrevs av H. van der Werff. Mezilaurus thoroflora ingår i släktet Mezilaurus och familjen lagerväxter. Inga underarter finns listade i Catalogue of Life.